# 别霍港
别霍港是智利的一座港口，位于阿塔卡马大区的科皮亞波省。

## 地理
别霍港西临太平洋，东距省会科皮亚波约60（37英里）。该地区为沙漠性气候，平均最高温度为18.4℃，最低温度为4.9℃，内陆降水量几乎为零，但在沿海区域最高可达14.8mm。

## 2011年海啸

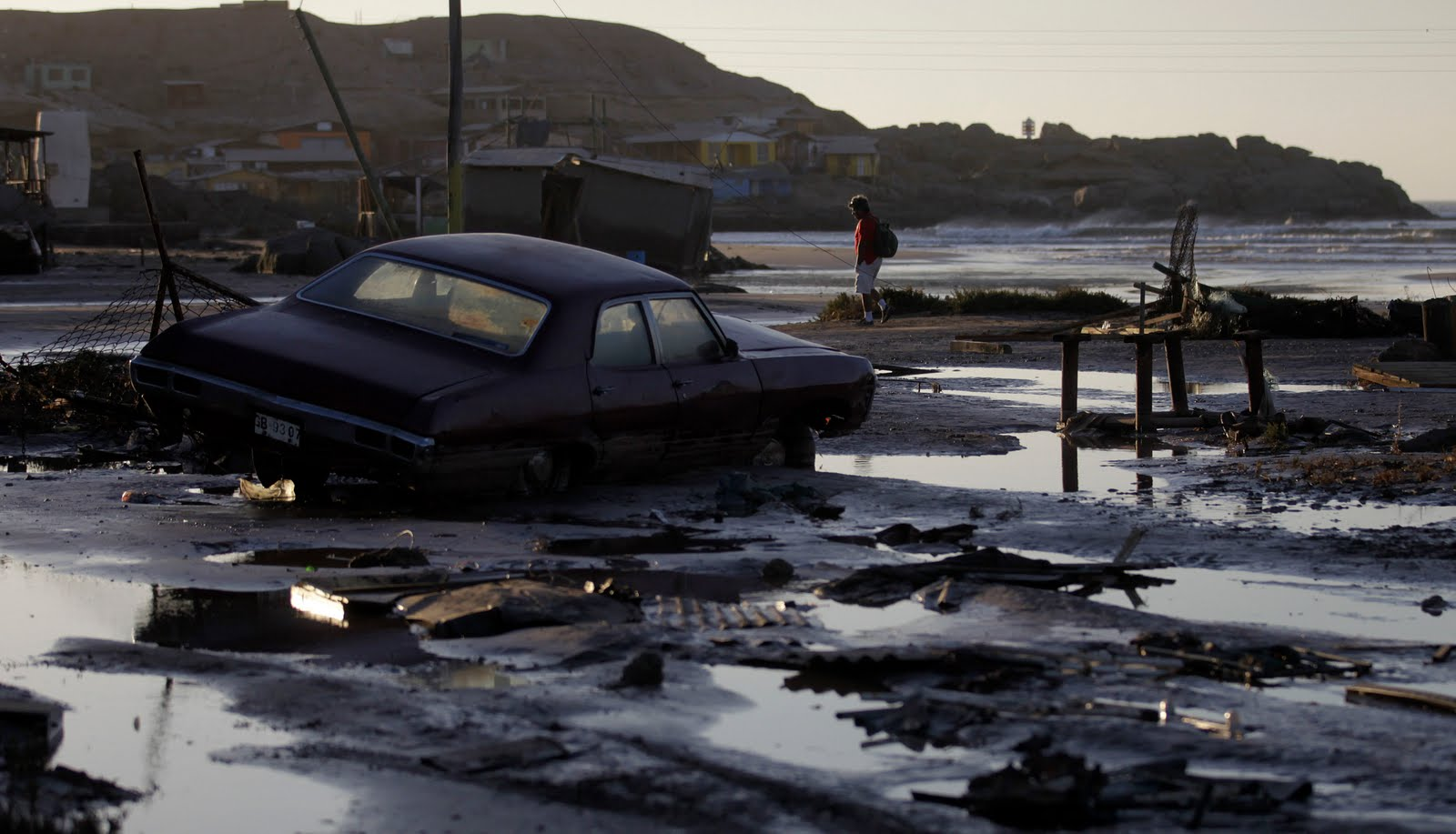
海啸席卷后的别霍港

2011年3月11日，日本近海发生地震，由此引发的海啸侵袭了智利沿海地区。别霍港受灾严重，约有150间住房被摧毁，所幸房屋皆由轻质材料建成，没有造成人员伤亡。